# Searev
 (janvier 2021).
 (janvier 2021).
SEAREV (pour Système Électrique Autonome de Récupération de l'Energie des Vagues) est un flotteur contenant une masse pendulaire. Il est destiné à récupérer l'énergie des vagues et à la transformer en énergie électrique.

## Histoire
Le projet débute en 2003 au sein du Laboratoire de Mécanique des Fluides (LMF, devenu LHEEA) de l'École Centrale de Nantes. Depuis deux autres laboratoires ont rejoint le projet, à savoir l'IRCCyN, toujours de l'École Centrale de Nantes et le SATIE de l'École Normale Supérieure de Cachan (antenne de Bretagne). Tous ces laboratoires sont des Unités Mixtes de Recherche du Centre National de la Recherche Scientifique (CNRS). Le principe du SEAREV est breveté en octobre 2004 par le CNRS, puis à nouveau en 2008 sur les modes de contrôle du mouvement pendulaire. Ces deux brevets ont des extensions internationales.
La machine a évolué et plusieurs générations ont été définies. Une maquette de la première génération, dite G1, est testée à l'échelle 1/12e dans le bassin de houle du LMF en juin 2006. Une maquette de la deuxième génération, dite G21, de forme cylindrique, a fait l'objet de tests de survie en bassin à l'échelle 1/20e, avec des vagues équivalentes à 30 m.
Son test en conditions réelles est prévu au site d'essais SEM-RE dans la région des Pays de la Loire au Croisic où le SEAREV sera ancré par 30 m à 50 m de fonds, à dix NM (18 km) de la pointe du Croisic.
En 2013, la société OceanSwing se propose d'industrialiser la technologie. Elle dépose un dossier de réponse à l'Appel à Manifestations d'Intérêt de l'ADEME du 31 octobre 2013, pour des tests prévus sur le site SEM-REV.

## Principe
Le principe du SEAREV consiste à récupérer l’énergie des vagues grâce à une masse pendulaire oscillante contenue dans un système clos flottant, relié au sol par un amarrage adéquat. Un système de contrôle du mouvement relatif entre le flotteur et la masse permet de maximiser cette récupération d'énergie. Le mouvement de la masse est transmis à une génératrice électrique directe, dont le rotor est attaché à l'arbre de rotation de la masse pendulaire. La puissance récupérée est traitée par un système d'électronique et de transformation de puissance, puis transmise au réseau grâce à un câble dynamique sous-marin.
Pour la deuxième génération, le module se présente sous la forme d'un cylindre de 30 m de long, 10 m de diamètre, et sa masse totale en fonctionnement est de 2 200 t. La puissance installée dans un module à échelle 1/1 est de 1 MW.
Le modèle de production prévu est un parc (ou ferme) de modules reliés à une sous-station électrique en mer. Des études théoriques sur le comportement d'une ferme de production de SEAREV sont en cours au sein du projet ANR QUALIPHE.

## Autres sources
Sur Searev :
- France 3
- SEAREV : Système électrique autonome de récupération de l'énergie des vagues - Ed. Techniques Ingénieur.
- Ouest France en 2015,
- Libération en 2009,
- L'Usine nouvelle en 2007,
- L'Expansion en 2006
- Energies marines renouvelables : des technologies diversement abouties - Batiactu.
- thèse.

Sur SEM-REV :
- Futura-Sciences,
- L'Usine nouvelle,
- Ouest France
- Sciences et Avenir,
- France 3,
- Point.